# Dionisio Calvo
Pour les articles homonymes, voir Calvo.
Dionisio "Chito" Calvo (né le 20 novembre 1904 – décédé le 9 décembre 1977) était un joueur et entraîneur de basket-ball et un nageur philippin. Il est considéré comme l'un des plus grands sportifs philippins de l'histoire et contribua à développer le basket-ball en Philippines et en Asie. 

## Biographie
Né à Manille, aux Philippines, Calvo commence sa carrière de sportif en tant que nageur. Il est membre de l'équipe nationale des Philippines qui dispute les Far Eastern Games en 1921 et 1923. Il poursuit ensuite sa carrière dans le basket-ball, au poste de meneur dans l'équipe de Lou Salvador vainqueur des Far Eastern Games en 1925. 
Calvo mène ensuite l'Université des Philippines, Diliman au titre de champion de Championnat des Philippines de basket-ball NCAA en 1926. Il met un terme à sa carrière de joueur afin de devenir entraîneur.
Sa carrière d'entraîneur est un succès, dirigeant les équipes de San Beda College et de l'Université de Santo Tomas. Il entraîne également les équipes de basket-ball et de football de De La Salle College. Calvo devient sélectionneur de l'équipe des Philippines de football qui termine à la deuxième place des Far Eastern Games 1934.
Par la suite, il mène l'Équipe des Philippines de basket-ball à la 5e place lors des Jeux olympiques 1936 à Berlin. Cette performance est la meilleure réalisée par une équipe asiatique dans l'histoire des Jeux olympiques. Cette équipe comprenait notamment Ambrosio Padilla, Charlie Borck et Jacinto Ciria Cruz.
En 1938, Calvo crée la Manila Industrial and Commercial Athletic Association qui était une ligue de basket-ball amateur.
Après la Seconde Guerre mondiale, Calvo dirige de nouveau la sélection philippine lors des Jeux olympiques 1948 à Londres. L'équipe termine 12e, mais bat un record en battant l'Irak 102-30 lors de son match d'ouverture. Les Philippines ont été la première équipe à inscrire 100 points lors d'un match des Jeux olympiques.
Calvo est aussi l'entraîneur de la première équipe des Philippines à obtenir la médaille d'or Jeux asiatiques de 1951 avec des joueurs tels que Carlos Loyzaga et Lauro Mumar.
Calvo est à l'origine de la création de la Confédération asiatique de basket-ball (devenue FIBA Asie) avec Ambrosio Padilla en 1960, devenant secrétaire général de l'organisation, Padilla devenant le premier président.
Il est intronisé au FIBA Hall of Fame en tant que contributeur en 2007.

## Note
- (en) Cet article est partiellement ou en totalité issu de l’article de Wikipédia en anglais intitulé « Dionisio Calvo » (voir la liste des auteurs).